# Bitter (Chanté Moore-låt)
Bitter är en låt framförd av den amerikanska sångaren Chanté Moore, inspelad till hennes fjärde studioalbum Exposed. Låten gavs ut till amerikansk urban AC- och urban-radio den 26 januari 2001 som albumets andra och sista singel. Jämfört med Moores föregående singel, upptempo-kompositionen "Straight Up", blev "Bitter" en återkomst till Moores traditionella, lugna ballader. Låten skrevs av Moore, Katrina Willis och Phillip Stewart och producerades av den sistnämnda. "Bitter" diskuterar framförarens ilska och smärta efter sin partners otrohet och gavs ut i kölvattnet av Moores skilsmässa från skådespelaren Kadeem Hardison.
"Bitter" skapade uppmärksamhet och kontrovers efter utgivningen på grund av användningen av ordet "nigger" som Moore upprepar under låtens refräng. Till amerikansk radio klipptes därför ordet bort eller ersattes med ordet "mister". "Bitter" blev en hit för Moore och hennes andra i karriären att nå topp-tio på den amerikanska singellistan Adult R&B Songs. Den blev även hennes tionde notering på mainstream-listan Hot R&B/Hip-Hop Songs där den nådde plats 55. Musikvideon till låten regisserades av Aaron Courseault och gästades av den amerikanska musikern R. Kelly. "Bitter" inkluderades på samlingsalbumet Icon år 2014.

## Bakgrund
I maj år 1999 släppte Moore singeln "Chanté's Got a Man" från hennes tredje studioalbum This Moment Is Mine. Låten var en hyllning till afroamerikanska män och hennes äktenskap med den amerikanska skådespelaren Kadeem Hardison. Låten blev en succé och den afroamerikanska tidskriften Jet Magazine härledde det till att låten blev uppskattad av både kvinnor och män. Efter framgångarna med "Chanté's Got a Man" ville Moores skivbolag snabbt få fram ett nytt album och hon återvände därav till inspelningsstudion för att spela in nytt material. Under skapandet av albumet hamnade Moore i skilsmässa med Hardison. Skilsmässan fick Moore att vilja spela in "råare" låtar och ändra sin sofistikerade stil till ett ungdomligare och sexigare uttryck för att konkurrera med andra kvinnliga R&B-artister som Toni Braxton och Mýa.
Moore döpte det nya albumet till Exposed och spelade in det på rekordtid från januari till augusti år 2000. Hon skrev majoriteten av låttexterna som främst berörde svek, hennes partners otrohet och kvinnlig egenmakt. I en intervju kommenterade Moore den nya musiken: "Låtarna är mer aggressiva för jag är i en fas i livet där jag vet vad jag vill. Dom är inte sockrade; dom är mer ärliga och rakt på sak. Med det här albumet ville jag diskutera det grundläggande. Det handlar om det bittra och om det vackra med kärlek. Mina andra album handlade mer om det vackra. Men ibland måste saker få göra ont." Efter utgivningen blev Exposed Moores andra studioalbum i karriären att nå topp tio på amerikanska albumlistan Top R&B/Hip-Hop Albums utgiven av Billboard. Albumets första singel blev Jermaine Dupri-kompositionen "Straight Up" som blev en måttlig internationell framgång.  

## Inspelning och komposition
"Bitter" skrevs av Moore, Katrina Willis och Phillip Stewart och producerades av den sistnämnda. Låten ljudmixades av Kevin "KD" Davis och spelades in av Malik Crawford. "Bitter" har en speltid på tre minuter och tolv sekunder (3:12) och är en komposition i genren R&B. Jämfört med hennes föregående singelutgivning, upptempo-låten "Straight Up", är "Bitter" en återkomst till hennes traditionella sound. Moore tillämpar en lätt och viskande sångteknik över långsam takt och simpel bakgrundsmusik. Låten utgår från 81 taktslag per minut.
Enligt webbplatsen Pop Matters har "Bitter" en låttext som kombinerar "konventionellt manshatande" med humor och formuleringarna har jämförts med Minnie Ripertons låttexter. Den handlar om framförarens ilska och smärta efter att en kärleksrelation har blivit splittrad till följd av en partners lögner och beskrevs som en skarp kontrast till Moores tidigare musikkatalog. Enligt Moore beskriver texten "det verkliga livet och vad som händer vid en skilsmässa". Under låtens gång tilltalar Moore sitt ex med ordet nigger, vilket blev en skarp kontrast till hennes sofistikerade låtar på 1990-talet. Den inleds med ett talat intro där Moore klargör att texten "inte beskriver alla män, men när man fått sitt hjärta krossat måste man få säga det exakt som man känner det". Under refrängen upprepar Moore: "Don't follow me home, nigga/ Stop ringing my phone, nigga/ Just leave me alone, nigga". Två versioner av låten skapades till radio. På den ena ersattes "nigger" med tystnad medan den andra ersatte ordet med "mister".

## Utgivning och lansering
"Bitter" gavs först ut som en promosingel för att marknadsföra Exposed år 2000. Låten skickades till amerikanska radiostationer som spelade formaten urban ac och mainstream urban den 26 januari 2001. Utgivningen marknadsfördes med en helsidesannons i R&R Magazine. Samma vecka som utgivningen var låten den femte mest tillagda hos urban-stationer ("Most added"). Den var den näst-mest tillagda singeln hos urban ac-stationer efter Yolanda Adams "I Believe I Can Fly" (2001). Följande vecka fortsatte låten att vara en av formatets mest tillagda låtar.
Musikvideon till låten regisserades av Aaron Courseault och gästades av den amerikanska musikern R. Kelly. Videon hade premiär på TV i mars 2001. Den afroamerikanska TV-kanalen BET lade till videon i sin musikvideospellista den 7 april samma år. Videon nådde som bäst plats 11 på kanalens videotopplista utgiven av Billboard i juni år 2001. "Bitter" inkluderades på Moores samlingsalbum Icon utgivet 2014 via Geffen Records.

## Mottagande och försäljning
"Bitter" genererade uppmärksamhet och kontrovers för användningen av ordet "nigger" och media misstänkte att låttexten var riktad mot Hardison. Chuck Taylor från Billboard Magazine trodde att albumversionen av "Bitter" skulle chocka Moores fans som var vana med hennes tidigare sofistikerade musik. Han ifrågasatte varför inte alla versioner av låten hade kunnat sjungits med "mister". Taylor skrev: "Den är i skarp kontrast till hennes tidigare stora hit 'Chanté's Got a Man'. Den låten var en hit bland kvinnor tack vare sitt positiva budskap om att ha en bra make, trots många andra låtar om dåliga, lögnaktiga män som var så populära vid samma tidpunkt." Taylor fortsatte: "Ändå har 'Bitter' potential att bli en framgång bland samma kvinnor. Även om dom vill fira bra män så är det troligt att dom vet exakt vilka 'misters' Moore sjunger om". Pop Matters beskrev texten som "humor-fylld" medan den afroamerikanska tidskriften Ebony Magazine beskrev texten som "okänslig". AllMusic inkluderade "Bitter" på deras lista över Moores bästa låtar i sin diskografi. The Morning Call beskrev låten som en brutalt rättfram "lämna mig ifred-ballad". Curve Magazine ansåg att Moore klev bort från sin vanliga "söta och euforiska-låtformula" på "Bitter".
"Bitter" blev en hit för Moore på den amerikanska singellistan Adult R&B Songs där den blev hennes andra i karriären att nå topp-tio. Den stannade på listan i totalt 19 veckor och blev hennes tionde notering på mainstream-listan Hot R&B/Hip-Hop Songs där den nådde plats 55.

## Format och låtlistor
Enligt Discogs finns det 4 utgivningar av "Bitter", nedan listas utgivningar som ej är identiska
| 1. | "Bitter" (Mister Version) | 3:12 |
| 2. | "Bitter" (Clean Version)  | 3:12 |
| 3. | "Bitter" (Album Version)  | 3:12 |
| 4. | "Bitter" (Instrumental)   | 3:12 |

## Medverkande
Information hämtad från Discogs
- Låtskrivare – Chanté Moore, Katrina Willis, Phillip Stewart
- Produktion – Laney Stewart
- Ljudmixning – Kevin "KD" Davis
- Inspelning – Malik Crawford
- Ljudtekniker – Craig Taylor
- Sång – Chanté Moore
- Bakgrundssång – Chanté Moore

## Listor
| Lista (2001)                          | Högsta position |
| ------------------------------------- | --------------- |
| USA Billboard Adult R&B Songs         | 10              |
| USA Hot R&B/Hip-Hop Songs (Billboard) | 55              |
| USA R&B/Hip-Hop Airplay (Billboard)   | 49              |

## Utgivningshistorik
| Region | Datum           | Format                  | Skivbolag |
| ------ | --------------- | ----------------------- | --------- |
| USA    | 2000            | Promosingel             | MCA       |
| USA    | 26 januari 2001 | Radio (urban AC, urban) | MCA       |